# The Bling Ring
The Bling Ring is een biografische misdaadfilm uit 2013 onder regie van Sofia Coppola. Het scenario vertelt het waargebeurde verhaal over een groep Californische jongeren die in de periode van oktober 2008 tot augustus 2009 inbraken in villa's van Hollywoodsterren, zoals Orlando Bloom, Paris Hilton en Lindsay Lohan. 

## Verhaal
Marc is een door mode geobsedeerde, homoseksuele 16-jarige jongen die naar een nieuwe middelbare school gaat. Hij valt al snel voor het Koreaans-Amerikaanse meisje Rebecca. Rebecca neemt Marc samen met Chloe mee naar de disco waar ze Nicki en Sam ontmoeten. Met het groepje van vijf beginnen ze websites van beroemdheden af te speuren naar de verblijfplaatsen van hun favoriete idolen. Wanneer ze niet thuis zijn, breken ze in en stelen ze kleding, geld, naaktfoto's en zelfs een pistool. Met het geld financieren ze hun wilde levensstijl, inclusief het nodige drugsgebruik. Ze staan er echter niet bij stil dat ze weleens gepakt zouden kunnen worden.

## Rolverdeling
- Katie Chang - Rebecca
- Israel Broussard - Marc Hall
- Emma Watson - Nicki Moore
- Taissa Farmiga - Sam Moore
- Georgia Rock - Emily Moore (zusje Sam en Nicki)
- Leslie Mann - Moeder van Nicki, Sam en Emily.
- Paris Hilton - Haarzelf
- Lindsay Lohan - Haarzelf
- Claire Julien- Lindsay (vriendin van Rebecca)